# شيلدون كيف
شيلدون كيف هو لاعب هوكي الجليد كندي، ولد في 17 سبتمبر 1980 في برامبتون في كندا.

## وصلات خارجية
- شيلدون كيف على موقع دوري الهوكي الوطني (الإنجليزية)
- شيلدون كيف على موقع الدوري الأمريكي لهوكي الجليد (الإنجليزية)
- شيلدون كيف على موقع EliteProspects.com (الإنجليزية)
- شيلدون كيف على موقع Eurohockey.com (الإنجليزية)
- شيلدون كيف على موقع HockeyDB.com (الإنجليزية)
- شيلدون كيف على موقع Hockey-Reference.com (الإنجليزية)